# Trier Hauptbahnhof
Trier Hauptbahnhof – główny dworzec kolejowy w Trewirze, w kraju związkowym Nadrenia-Palatynat, w Niemczech. Obsługuje około 170 pociągów dziennie.